# 화희
화희(禾姬, ?~?)는 고구려 유리왕의 비이다. 골천인(鶻川人)의 딸로, 기존의 왕비 송씨(松氏)가 죽자 유리왕의 후실이 되었다. 이때 함께 후실이 된 치희(雉姬)와 왕의 총애를 다투다가, 결국 왕이 사냥을 나간 사이에 치희에게 모욕을 주어 왕궁을 떠나게 했다.